# Högörsgrunden
Högörsgrunden är klippor i Finland.   De ligger i landskapet Nyland, i den södra delen av landet, 80 km väster om huvudstaden Helsingfors.
Terrängen runt Högörsgrunden är mycket platt.  Närmaste större samhälle är Ekenäs, 15,7 km nordväst om Högörsgrunden. 